# Course de taureaux (Picasso)
Course de taureaux est un ensemble de trois toiles peintes par Pablo Picasso les 22 juillet, 27 juillet et 9 septembre 1934 au château de Le Boisgeloup, poursuivant ainsi le thème initié avec  La Mort du toréro et la mort de la femme toréa. La première se trouve au Musée Thyssen-Bornemisza, la deuxième  à Washington à la Philips Collection (31 × 40 cm, huile et sable) la troisième au Philadelphia Museum of Art .

## Contexte
Ces trois toiles se situent dans la continuité violente de La Mort du toréro dont le thème revient, avec affrontements entre taureau et cheval, enlacements d'hommes et d'animaux qui annoncent le paroxysme : Guernica.
Ce thème de la corrida et de la violence s'efface jusqu'en 1936 pour laisser place à la Minotauromachie, mais il revient dès 1937 à l'occasion de Songe et mensonge de Franco, son intérêt pour la cause réplublicaine, sa haine pour Francisco Franco, son engagement dans la guerre civile espagnole vont bien évidemment raviver la veine tauromachie. Franco sera représenté en vieille haridelle.

## Description
Par rapport à la mort de la femme torera, la violence a changé d'expression. La toile n'est plus qu'un fouillis de formes qui envahit toute la toile avec la lance du picador qui se fait encore plus appuyée et menaçante pour le taureau ramassé sur lui-même en une sorte de tas sur  deux lourdes pattes, encornant le cheval et bousculant le torero.
Le taureau gagne ici en sauvagerie comme dans toutes les toiles à partir de cette année-là. Pourtant on le retrouve sur une autre toile, estoqué avec une horrible grimace de désespoir dans Le Taureau mourant (collection particulière, Suisse).